# Evig anställning

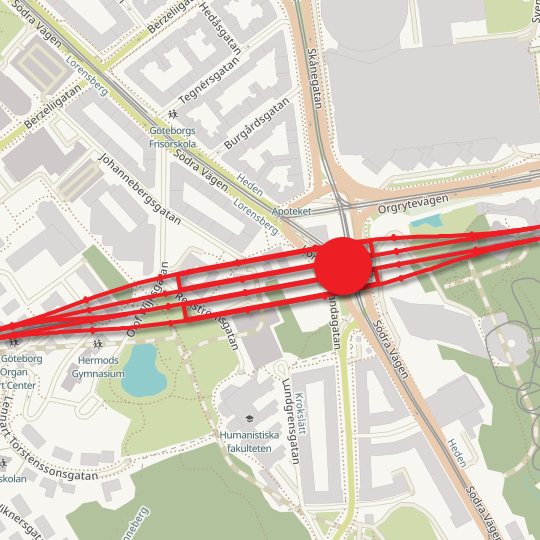
Placeringen av Korsvägen station vid Korsvägen i Göteborg, där Evig anställning planerades som offentlig konstnärlig gestaltning.

Evig anställning (eng: Eternal employment) var ett föreslaget offentligt konstverk av duon Simon Goldin och Jacob Senneby och ingick som del i den konstnärliga gestaltningen av Västlänken i Göteborg. Evig anställning var det vinnande förslaget i den internationella tävlingen Västlänken: Kronotopia för gestaltningen av den underjordiska stationen på Korsvägen, initierat av Trafikverket och Statens konstråd.. Projektet avbröts i januari 2022 när Trafikverket, som var beställare av verket, meddelade att de beslutat att avbryta arbetet eftersom det stred mot kapitalförsörjningsförordningen.

## Utformning
Konstverket innebar att en person skulle få en evig tillsvidareanställning med arbetsuppgift att vara anställd för en månadslön på 21 000kr. Övriga ramar för arbetet var att vid arbetsdagens början och slut stämpla in och ut på en stämpelklocka som skulle finnas placerad på station Korsvägen. Om det även skulle innebära att personen skulle befinna sig i området kring Korsvägen under arbetsdagen fastslogs aldrig. Ekonomin för anställningen härstammade från att delar av budgeten för det offentliga konstverket, totalt cirka 7 miljoner kronor, skulle investeras i syfte att ge avkastning, och som utifrån en prognos skulle genera denna lön i 120 år. Idén till kalkylen utgick från nationalekonomen Thomas Pikettys tes att investerat kapital idag ökar snabbare i värde än vad dagens löner gör, vilket enligt honom är en av de främsta orsakerna till ökade klassklyftor. Kapitalförvaltare och arbetsgivare skulle vara Stiftelsen Evig Anställning. Om de investerade pengarna skulle ta slut skulle anställningen upphöra. Den anställde kunde också säga upp sig när som helst eller gå i pension. Om det då skulle finnas pengar kvar skulle en annan person anställas. I övrigt skulle den anställde ha  samma rättigheter som en statligt anställd i termer av arbetsvillkor, arbetstid, semester, pensionsavsättningar, uppsägningstid och anställningsskydd.

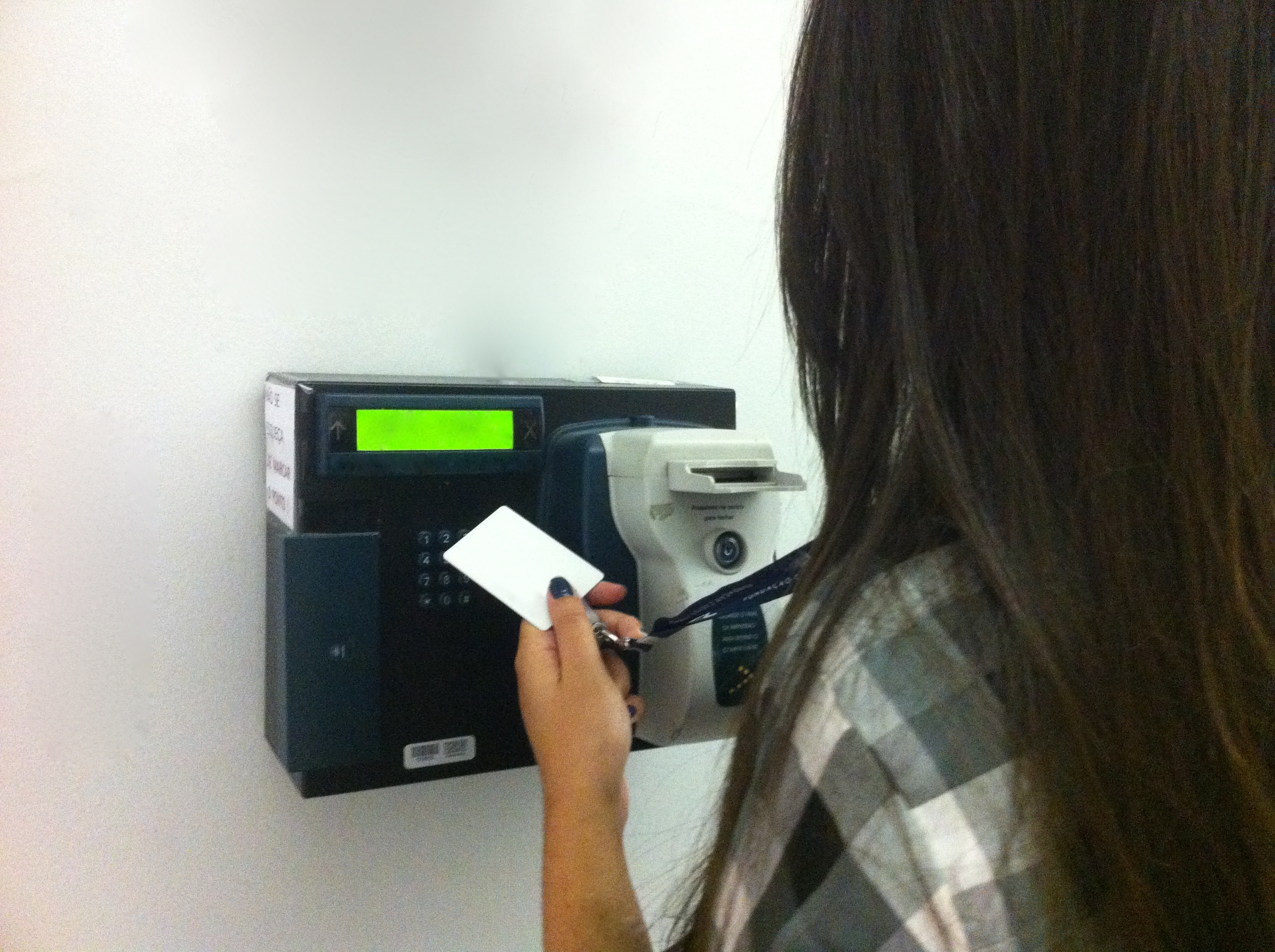
En stämpelklocka skulle vara en av få fysiska objekt som konstverket omfattade enligt idéförslaget. Hur den faktiska stämpelklocka skulle vara utformad är okänt.

I förslaget till konstverket stod det att det skulle finnas ett omklädningsrum som bara den anställde hade tillgång till och en stämpelklocka kopplad till fabriksliknande lampor ovanför plattformarna. Dessa lampor skulle tändas med ett fluorescerande ljus när den anställde var på jobbet.
Även anställningsannonsen, skriven av den göteborgsbaserade poeten Lina Ekdahl var en del av konstverket. Annonsen gav inga tydliga svar på vilka kvalifikationer som krävdes. Sista ansökningsdag för tjänsten var satt till den 15 december 2025 och tillträde till arbetet den 15 mars 2026.
Till projektet kopplades webbadressen www.eviganstallning.se, men denna omdirigerade hela tiden till Statens konstråds webbplats om verket.
1 juni 2020 rapporterade Sveriges Radio att över 175 personer sökt anställningen, och att ansökningar kommit in från hela världen. Ett krav var att personen som skulle anställas skulle bo eller bosätta sig i Göteborg.

## Reaktioner
När projektet presenterades i oktober 2017 fick verket stor nationell uppmärksamhet, bland annat för att det var ett så tydligt idébaserat verk utan tydlig visuell gestaltning. Redan i mars 2019 hade en mängd intresseanmälningar för tjänsten från hela världen inkommit till Statens konstråd. Verket hade då även uppmärksammats i internationell media som Washington Post, brittiska The Daily Telegraph och spanska BBC.

## Kritik
Verket mötte redan från att det presenterats som idé i oktober 2017 av stark kritik. Vissa ifrågasatte att valet föll på ett idébaserat verk utan uppenbara visuella inslag medan andra ifrågasatte att de investerade pengarna skulle resultera i tillräcklig avkastning. Kritik som fokuserade på idéerna bakom verket kom inte minst ifrån konstkritikern Frans Josef Pettersson på Kunstkritikk som bland annat menade att verket var en cynisk gestaltning för kapitaliserandet av arbetaren och ett uttryck för att "Någon ur eliten får en excentrisk idé och ser som sin självklara rätt att exploatera andra för att genomföra den". Pettersson menade vidare att verket "underminerar den sociala och demokratiska tradition som har utmärkt Statens Konstråd som institution".
Magdalena Malm, direktör för Statens konstråd, försvarade verket och menade att Petterssons text var dåligt underbyggd och baserade sig på felaktiga slutsatser. Bland annat kritiserade hon Petterssons text för att han ska ha uppfattat det som om den anställde skulle tvingas att befinna sig på stationen under arbetsdagarna - något som idéförslaget inte stipulerar.
Pettersson fortsatte kritisera Statens konstråd för val av konstverk och menade att Evig anställning gick stick i stäv med institutionens tidigare politiskt radikala konstpolitik som inneburit att konstnärerna skulle var med och utforma samhället och att konstens i detta nya samhälle skulle bli allas och inte längre bara tillhöra överheten, eliten eller arbetsgivaren.
Malm försvarade valet av konstverk med att idéförlaget visar på bredden av konstnärliga uttryck som numera kan rymmas i det offentliga rummet och att Evig anställning sätter igång ett samtal om vad arbete kommer att vara i framtiden - en fråga som hon menar är en av samtidens stora.